# Bayardo Ardila
Bayardo Ardila (Bogotá, 30 de mayo de 1969 - Bogotá, 1 de enero de 2025) fue un actor de cine, doblaje y televisión colombiano.

## Biografía
Nació en Bogotá. En 1992 se inició como actor en la serie Decisiones así participando su carrera de varias producciones nacionales La mujer del presidente, Francisco el matemático, La viuda de la mafia y Floricienta. Colaboró con los doblajes de los animes Zentrix, Ultimate Muscule y Samurai X.

## Filmografía
- Hasta que la plata que nos separe  (2022)
- El final del paraíso  (2019)
- La ley del corazón (2017)
- El tesoro  (2016)
- Diomedes, el Cacique de La Junta (2015)
- Metástasis  (2014)
- Las santísimas (2012)
- La viuda de la mafia  (2009)
- Novia para dos (2008)
- Floricienta (2006)
- Milagros de amor (2003)
- Isabel me la veló (2002)
- Francisco el matemático  (2000)
- La mujer del presidente (1997)
- Decisiones (1992)